# 台原駅
台原駅（だいのはらえき）は、宮城県仙台市青葉区台原森林公園にある、仙台市地下鉄南北線の駅である。駅番号はN05。

## 歴史
- 1987年（昭和62年）7月15日 - 開業[1]。開業前の駅の仮称は「原町小田原字瓦山」に由来する「瓦山」だった。
- 2010年（平成22年）1月23日 - 可動式ホーム柵の運用開始。
- 2011年（平成23年）
  - 3月11日 - 東日本大震災により営業休止。
  - 3月14日 - 当駅 - 富沢間の営業再開。富沢方面からの列車は当駅で折り返し運転を行った。当駅より北の区間はバスによる振替輸送が実施された。
  - 4月29日 - 全線復旧。
- 2014年（平成26年）12月6日 - IC乗車券・icsca導入[2]。
- 2022年（令和4年）3月11日 - 駅構内の内照式案内サインを更新。

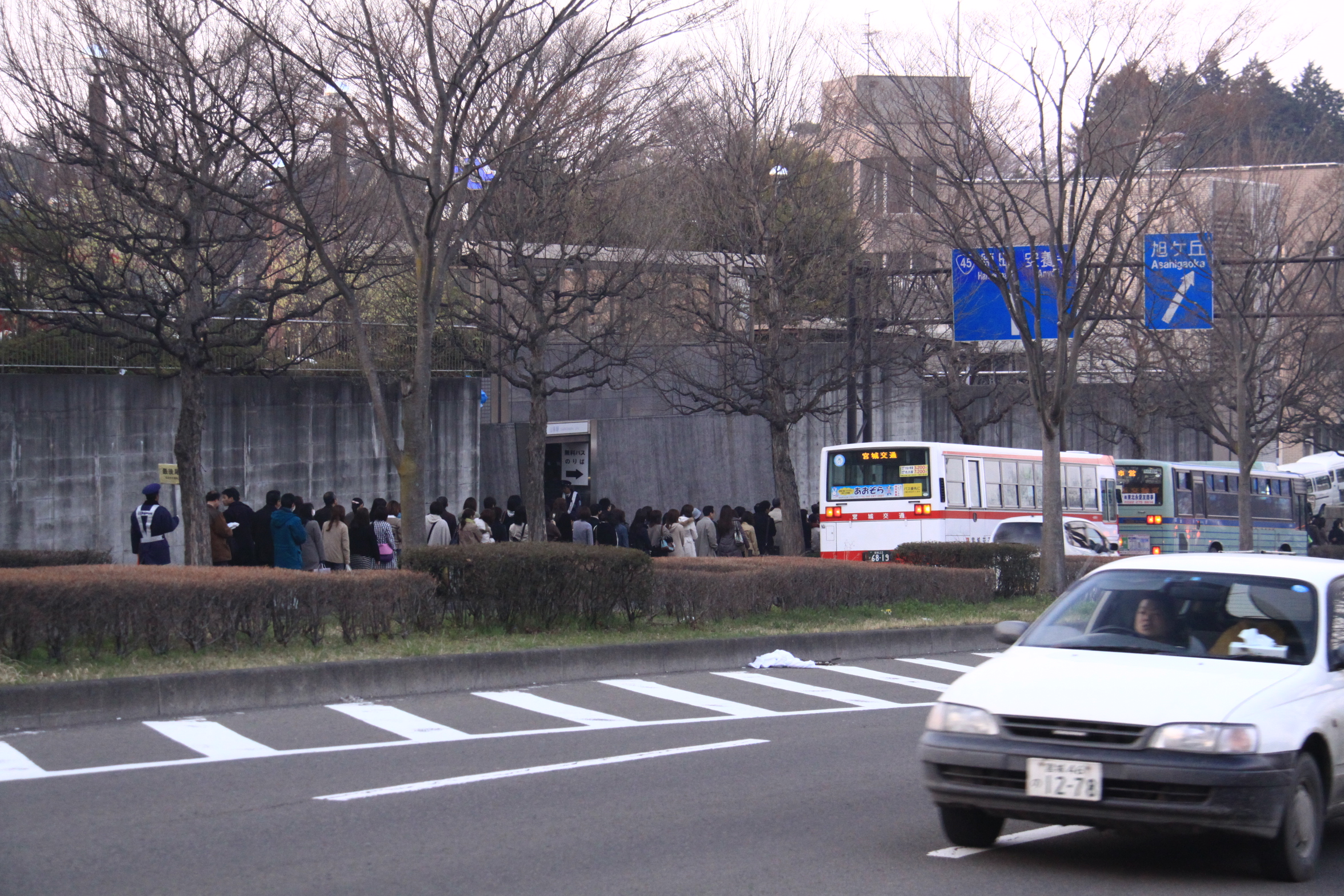
東日本大震災発生時の代行バスによる振替輸送

## 駅構造
- 島式ホーム1面2線を有する地下駅である。旭ヶ丘駅方面に渡り線がある。
- 地上はバスプールになっている。

のりば
| 1 | ■ 南北線 |  | 仙台・長町・富沢方面 |  |
| 2 | ■ 南北線 |  | 泉中央方面           |  |

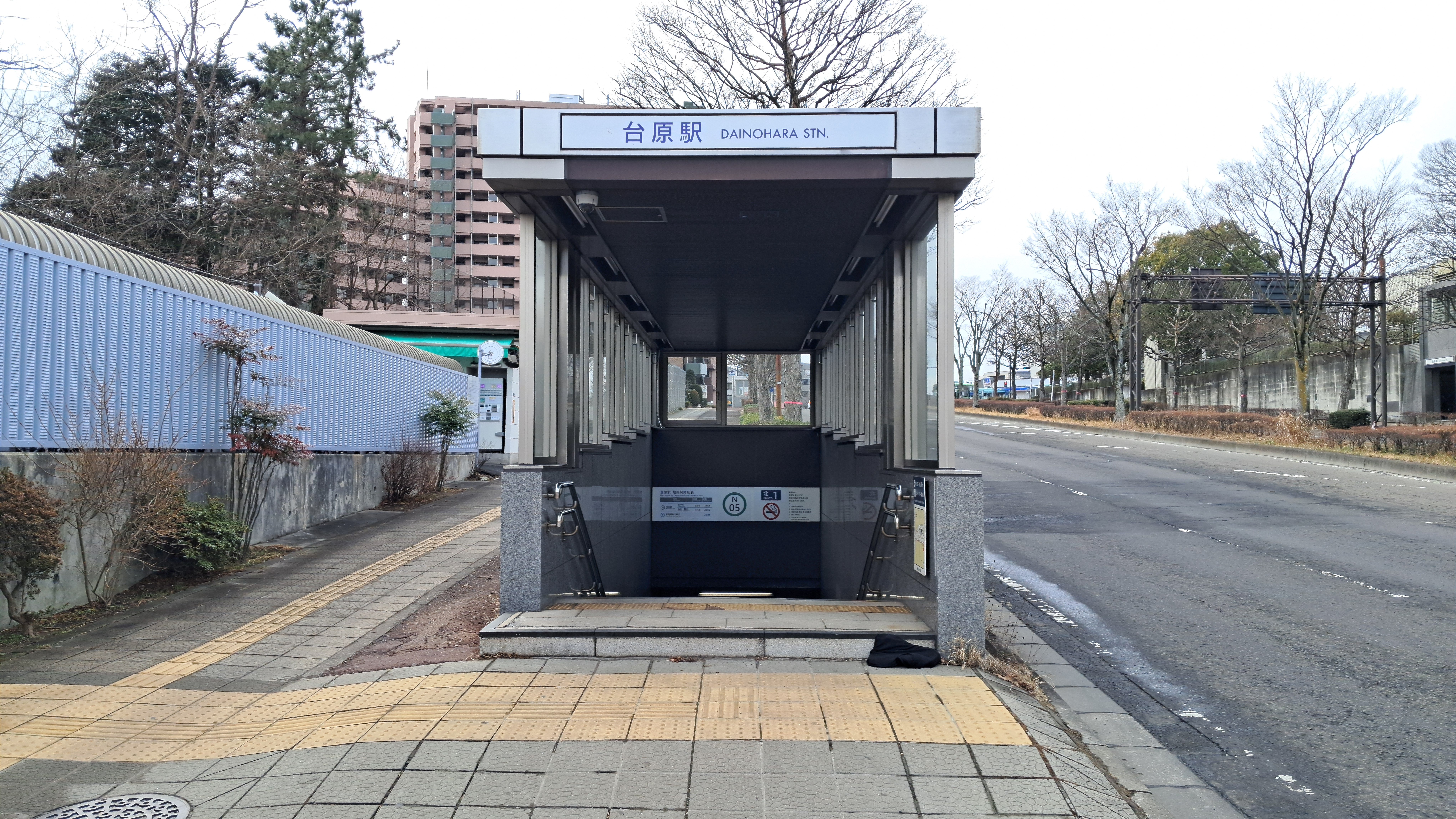
北1出入口（2025年2月）
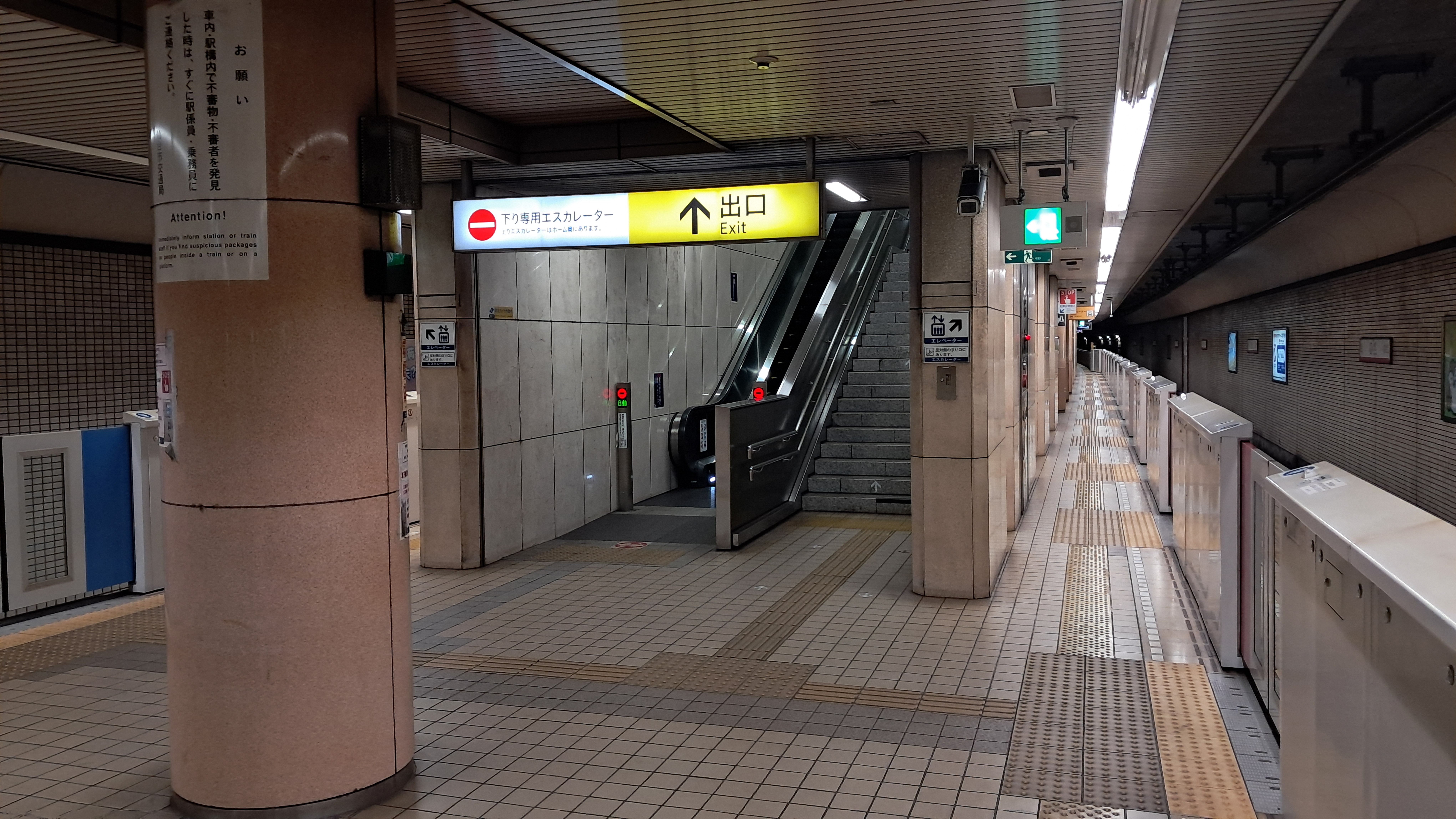
ホーム（2025年2月）
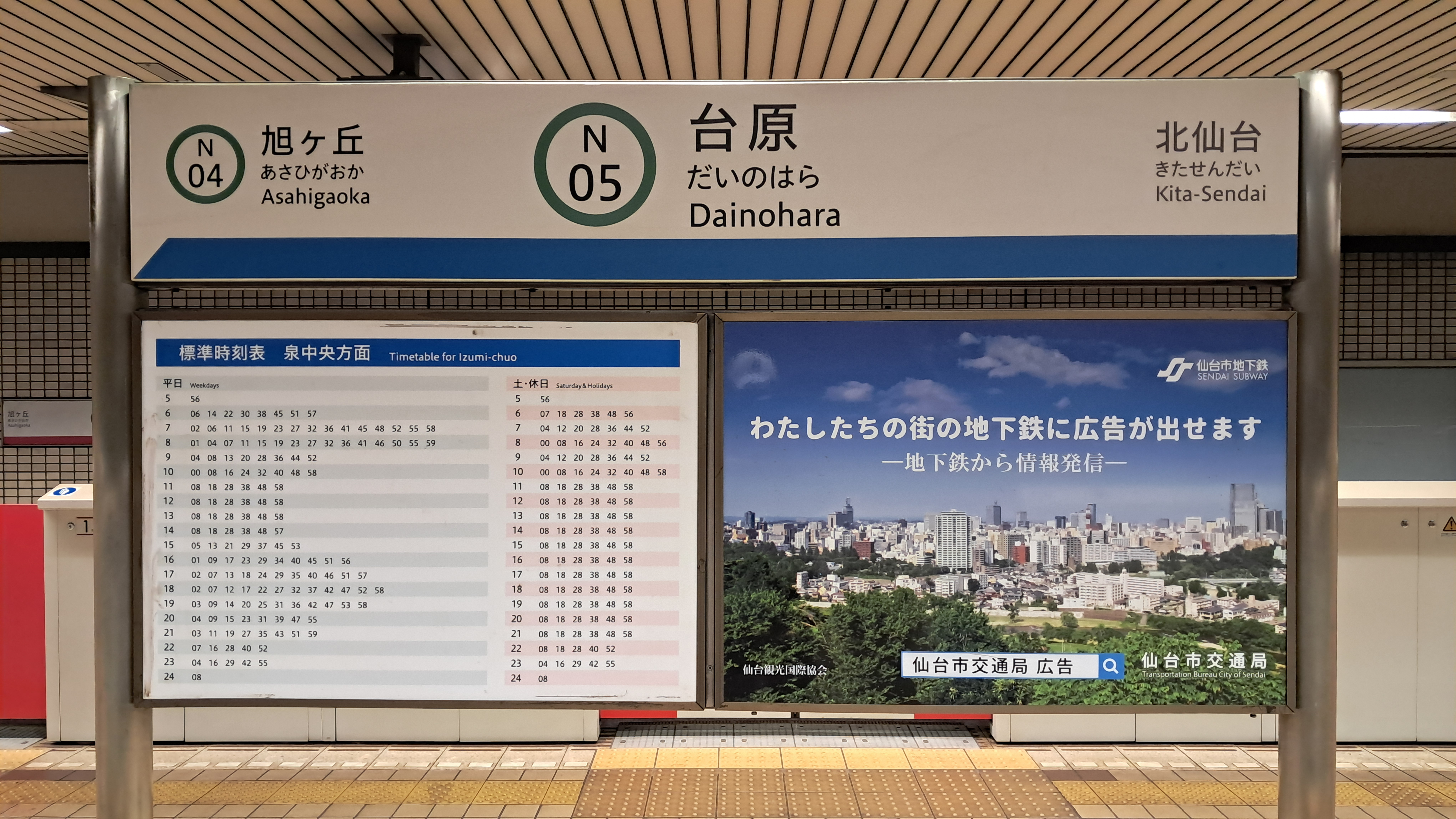
駅名標（2025年2月）
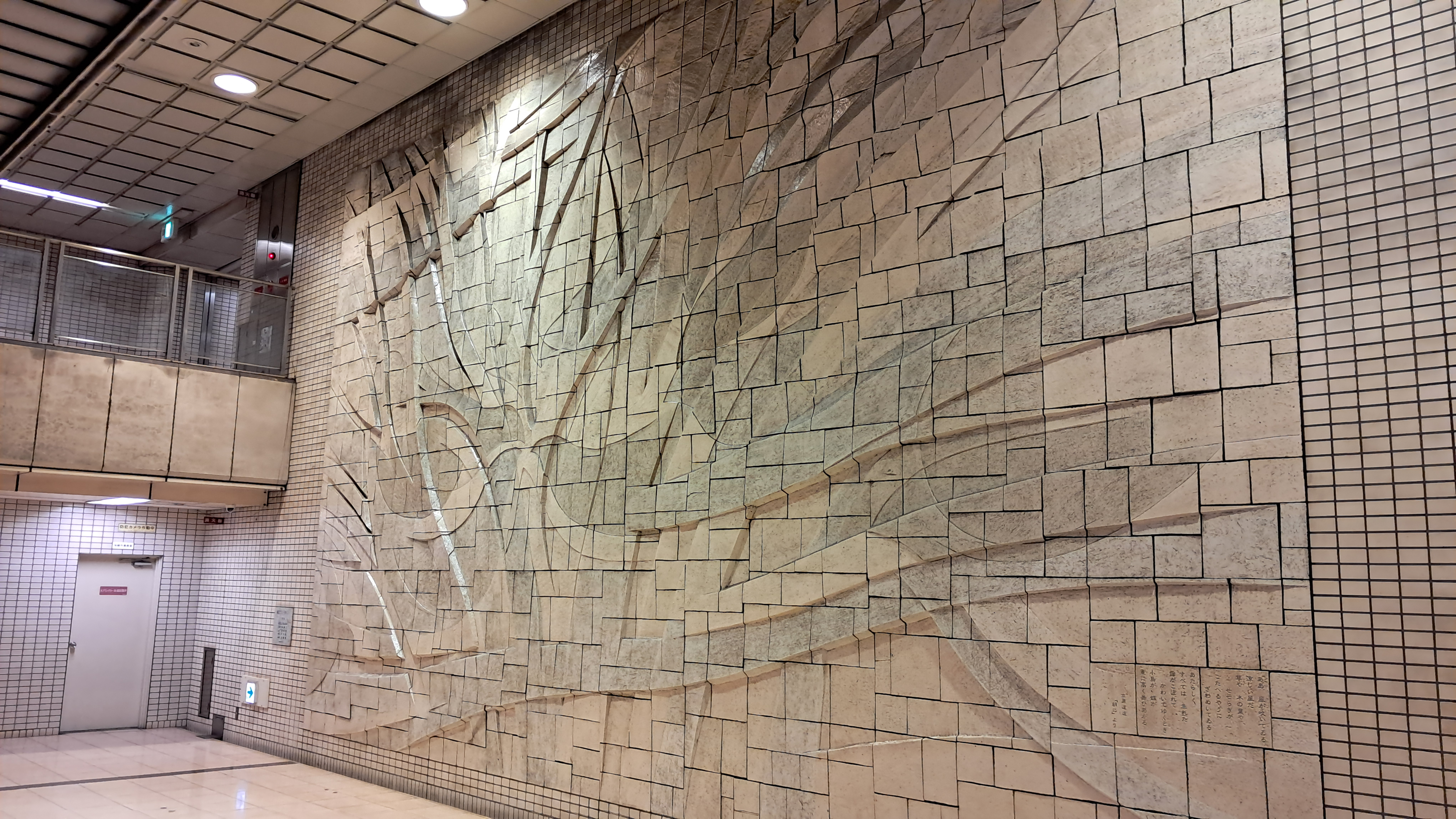
パブリックアート「風のシンフォニー」（2025年2月）

## 利用状況
| 乗車人員推移 | 乗車人員推移     |
| 年度         | 一日平均乗車人員 |
| ------------ | ---------------- |
| 2002         | 5,760            |
| 2003         | 5,696            |
| 2004         | 5,577            |
| 2005         | 5,461            |
| 2006         | 5,421            |
| 2007         | 5,373            |
| 2008         | 5,214            |
| 2009         | 5,038            |
| 2010         | 5,622            |
| 2011         | 6,318            |
| 2012         | 5,438            |
| 2013         | 5,527            |
| 2014         | 5,565            |
| 2015         | 5,768            |
| 2016         | 6,116            |
| 2017         | 6,202            |
| 2018         | 6,175            |
| 2019         | 6,137            |
| 2020         | 5,001            |
| 2021         | 5,258            |
| 2022         | 5,606            |
| 2023         | 5,955            |

- 2023年度（令和5年度）
  - 1日平均乗車人数：5,955人[3]

2011年度は、東日本大震災により当駅以北の区間が一時運休（バスによる振替輸送）になった影響で、利用者数が増加した。
一日平均乗車人員（単位：人/日）

## 駅周辺
- 瞑想の松
  - 明治の文豪・高山樗牛が旧制二高で学んでいた時、かなわぬ恋を嘆き、台原の老松の下で瞑想に耽ったことから名付けられたと言われる。
- 小松島公園
- 台原森林公園
- 仙台文学館
- 東北労災病院
- 仙台北郵便局
- 仙台台原郵便局
- 仙台市立台原小学校・中学校
- 東北医科薬科大学本部キャンパス
- 東北高等学校小松島キャンパス
- 七十七銀行小松島支店
- 台原中学校
- 仙台銀行台原支店

## バスのりば
仙台市営バスが発着する。
- 1：[S159]県庁市役所経由 仙台駅、[S250][S259]宮町経由 仙台駅、[40]八乙女駅
- 2：[A50]自由ケ丘経由 鶴ケ谷七丁目・旭ケ丘駅、[X55]自由ケ丘経由 鶴ケ谷七丁目・東仙台営業所、[55]自由ケ丘経由 鶴ケ谷七丁目、[H55]自由ケ丘・鶴ケ谷七丁目経由 原ノ町駅・宮城野区役所前
- 3：[A41]旭ケ丘二丁目経由 旭ケ丘駅、[A51][A53]与兵衛沼公園・鶴ケ谷八丁目経由 鶴ケ谷七丁目・旭ケ丘駅、[60]安養寺二丁目経由 原ノ町駅・宮城野区役所前、[65]与兵衛沼公園経由 東仙台営業所、[S130]高松・県庁市役所経由 安養寺二丁目・仙台駅、[S135]幸町一丁目・県庁市役所経由 安養寺二丁目・仙台駅

## 隣の駅
仙台市地下鉄
■南北線
旭ヶ丘駅 (N04) - 台原駅 (N05) - 北仙台駅 (N06)